# Joanna Koerten
Joanna Koerten, (Ámsterdam, 17 de noviembre de 1650, Ámsterdam, 28 de diciembre de 1715) fue una pintora neerlandesa que sobresalió en la pintura, dibujo, grabado en vidrio y modelado en cera. Consiguió la fama como cortadora de silueta, el arte de crear imágenes en papel cortado montado sobre un fondo de color en contraste. Produjo paisajes, marinas, flores, retratos, y escenas religiosas. Entre sus clientes se cuentan a Pedro I de Rusia, Federico Guillermo I de Brandeburgo, Johan de Witt y Guillermo III de Inglaterra.

## Biografía

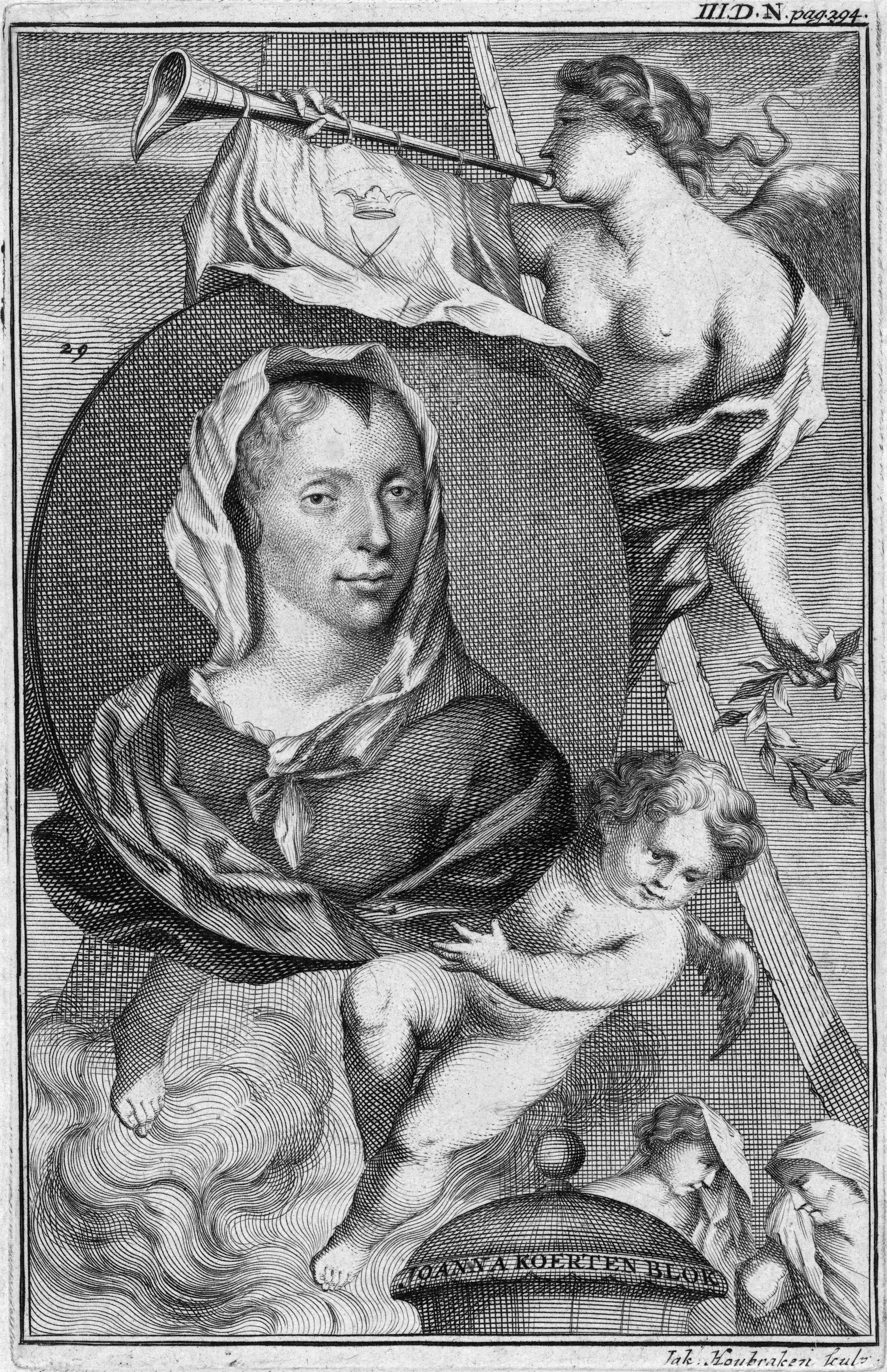
Retrato de Joanna Koerten por Jacobus Houbraken, sacado de una pintura realiaada por David van der Plaas,

Era hija de Jan Koerten (1622–1651), un mercader de telas, y su mujer Ytje Cardinaels. Su padre falleció cuando ella tenía un año de edad y su madre volvió a casarse en 1659, con Rosijn Zacharias, también mercader de telas. Joanna se casó en 1691 después de que su madre y su padrastro habían muerto, a los 41 años. Su marido fue Adrian Block, quién, justo como su padre y su padrastro, también se dedicaba al comercio de las telas. No tuvieron ningún hijo.
Desde una edad muy joven se sintió diferente de los otros niños y mostró un interés en representar lo que veía a su alrededor, tanto cosas animadas como inanimadas.
Ganó fama como artista que trabajaba fuera de la tienda de su marido, lugar que le sirvió como una galería de su trabajo. Pedro I de Rusia la honró con una visita en 1697 en compañía del alcalde Witsen.
Según Arnold Houbraken, podía grabar escenas encima de un vaso de vidrio con la punta de un diamante, bordar y tramar creaciones de seda, hacer creaciones de cera, fabricar encajes y pinturas de acuarela.
Según el Rijksbureau voor Kunsthistorische Documentatie, era conocida como una knipkunstenaar o artista de papel recortado y dibujante.
Joanna Koerten murió el 28 de diciembre de 1715 por lo tanto vivió 65 años, y se encuentra enterrada en la Capilla Oudezijds, en Ámsterdam.
Después de su muerte su galería continuó como lugar de interés para los artistas y en un libro de visitas mantenido por su esposo se muestra los nombres de muchos poetas y artistas notables. Entre ellos se encuentran Gerard de Lairesse, Melchior d'Hondecoeter y Nicholas Verkolje; calígrafos como Jacob Gadelle, y Mary Strick; y los poetas David van Hoogstraten, John Brandt, Gesine Brit y Katharyne Lescailje.

## Obras
Quince de sus obras la sobreviven. La existencia de otras puede ser inferida de las descripciones en listas de antiguas subastas.
Para una descripción de su obras se puede consultar: Catalogus van een overheerlijk konstkabinet papiere snykonst, door wylen Mejuffrouw Koerten, huisvrouw van wylen Adriaan Blok, met de schaar in papier gesneden (Ámsterdam ca.1750).
Los ejemplos de sus obras pueden ser vistos en el Museo Stedelijk de Lakenhal (Leiden), en la Biblioteca Real Holandesa (La Haya), en el Kasteel-Museo Sypesteyn, (Loosdrecht) y en el Museo Wesfries (Hoorn).